# Festivalul Afan
Festivalul Național Afan este un eveniment anual sărbătorit în data de 1 ianuarie de către populația Oegworok (Kagoro) din sudul statului Kaduna, Middle Belt⁠(d) (zona centrală), Nigeria. Se spune că datează de peste 400 de ani. Festivalul are loc în palatul liderului Kagoro din zona administrației locale Kaura, din statul Kaduna.

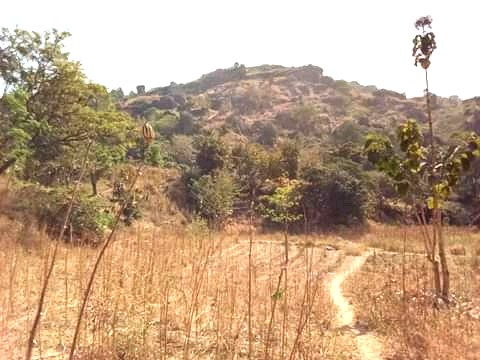
Dealurile Gworok (Kagoro)

Cuvântul A̠fan înseamnă „munte” sau „deal” în Tyap. Marile dealuri străjuitoare din Gworok sunt cunoscute ca A̠fan A̠gworok (sau Oefan Oegworok) printre băștinași. Aceste dealuri sunt situate la o altitudine de circa 1.246 de metri deasupra nivelului mării, au o bază stâncoasă și sunt acoperite de copaci. Vremea zonei este influențată semnificativ de dealuri, iar clima este asemănătoare cu cea din Podișul Jos și Platoul Mambila, cu precipitații abundente în timpul primăverii. La începuturi, oamenii Agworok au trăit în peșteri și în vârful dealurilor timp de secole, înainte de a se stabili treptat la poalele muntelui și, în cele din urmă, au fost alungați aproape în întregime de Imperiul Britanic colonialist la începutul secolului al XX-lea, deși încă mai există comunități în vârful dealurilor. Dealurile i-au protejat pe oameni de invadatorii străini și, în plus, adăpostesc o colonie de albine sacre care îi înțeapă pe invadatori, mai ales dacă aceștia folosesc un parfum puternic.

## Istoric

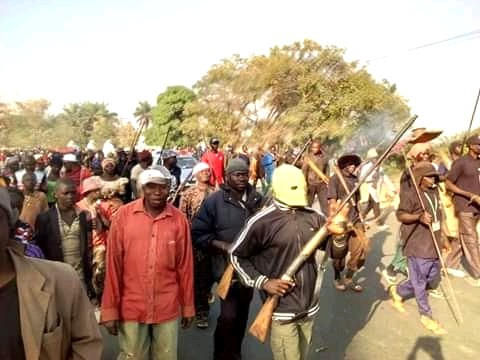
Vânătorii Agworok mărșăluiesc alături de participanții la festival prin orașul din districtul Agban în ediția din 2020

### Epoca premodernă
În mod tradițional, festivalul marchează sfârșitul recoltei pe anul respectiv și debutul expedițiilor de vânătoare, precum și alte numeroase activități. Potrivit lui Achi în Achi et Al (2019), festivalul Afan celebrat anual de Agworok în fiecare a doua sâmbătă a lunii aprilie (acum la fiecare 1 ianuarie) este un rezumat al ceremoniei tradiționale de vânătoare desfășurate de Atyap, la nord de Agworok. Deși încă nu a putut fi stabilită data exactă la care a început acest festival, se crede că prima ediție a avut loc în perioada când clanul Ankwai se afla pe Platoul Jos-Bauchi, în jurul anului 1500 d.Hr.

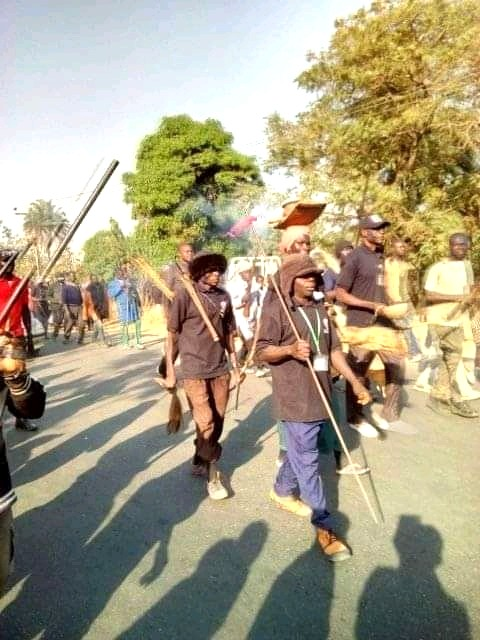
O femeie Agworok practicantă a medicinei tradiționale la Festivalul Național Afan 2020

### Epoca intermediară

#### Roluri ale clanurilor
Poporul Agworok (Kagoro) este alcătuit din două kwais (clanuri) majore, respectiv Ankwai și Kpashang, fiecare cu subclanurile sale. Ankwai este grupul mai vechi, în timp ce Kpashang este un clan mai nou format din grupuri de migranți. Pentru deciziile referitoare la chestiuni legate de război, la evenimente importante care implică începerea lucrului pământului la începutul fiecărui sezon ploios sau prepararea primei oale de bere pentru festivalul Afan, există subdiviziuni ale clanului Ankwai care îndeplinesc aceste roluri. În schimb, clanul Kpashang este responsabil de conducerea supremă a țării.

#### Ritualuri
Dealurile oferă protecție fizică oamenilor, care le venerează ca pe obiecte sacre. Pentru a începe festivalul Afan, Marele Preot (A̠gwam A̠bvwoi) urcă sus pe dealuri și se roagă pentru protecție la A̠gwaza sau Uza, Dumnezeul cerului și al pământului. Apoi strigă „O Afan, O Afan”, asistat de colegii săi, iar oamenii (care, de obicei, erau avertizați să stea departe de dealuri) răspund în același mod.
Marele Preot sfințește apoi dealurile, iar a doua zi în zori încep expedițiile de vânătoare. La sfârșitul expediției, se întorc vânătorii veseli și, într-adevăr, întregul sat strigă „O Afan, O Afan”, în timp ce vânătorii se apropie de casele lor unde îi așteaptă berea (a̠kan) preparată manual în fiecare casă.

### Era modernă
Multe dintre practicile culturale și tradiționale ale poporului s-au diminuat odată cu apariția creștinismului și a civilizației occidentale, ceea ce a provocat abandonarea activităților considerate „păgâne” în cadrul Festivalul Afan, în special odată cu venirea primului șef creștin din Kagoro, Gwamna Awan, JP, în 1946, care a mutat data evenimentului anual pe 1 ianuarie, în ziua de Anul Nou.
În timpul Festivalului Afan din 1982, Gwamma Awan, însoțit de peste o mie de oameni și zeci de trupe de dans, încă de la ora 9 dimineața a străbătut orașul călare, în mijlocul ovațiilor supușilor săi, înainte de a ajunge la palat la ora 11.45, unde și-a ținut discursul Afan, exprimând recunoștința poporului său față de Dumnezeu pentru o recoltă bogată, chiar și în lipsa precipitațiilor. Apoi, a luat loc în mijlocul aplauzelor și uralelor: „Trăiască Afan și șeful”. Au urmat spectacole de dans tradițional oferite de diverse grupuri.

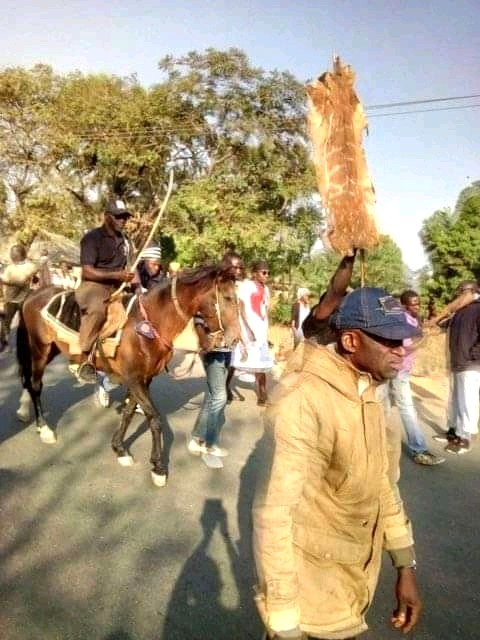
Lider Agworok călare

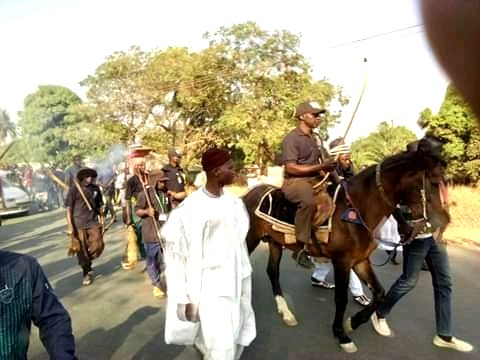
Lider Agworok călare 2

## Festivalul Afan ediția 2016
Anual, acest festival atrage participanți și vizitatori din zonă, dar și din diferite părți ale țării. În timpul ediției din 2016, sărbătorită în „mod discret”, guvernul statului Kaduna a promis un parteneriat cu comunitatea Gworok pentru dezvoltarea turismului local, cu scopul de a crea noi posibilități pentru generarea de venituri și locuri de muncă. Evenimentul se desfășoară, de obicei, pe câmpul mare de lângă palatul șefului și Sala Polivalentă Kagoro, fiind prezenți mulți demnitari. Ediția din 2016 a cuprins și concursul Miss Kagoro, când a fost încoronată Miss Joyce Samuel Amai. De asemenea, s-au desfășurat dansuri culturale din interiorul și din afara Kagoro, în prezența liderilor tradiționali, religioși și politici, precum Agwam Nuhu Bature (Agwam Bajju), senatorul Danjuma Laah, Hon Gideon Gwani și alții.